# Palác Habag
Palác Habag (srbsky Палата Хабаг/Palata Habag) byl funkcionalistický palác, který se nacházel v Novém Sadu na adrese Vase Stajića 2, v centru města. Sloužil jako kulturní centrum německé menšiny na území dnešní Vojvodiny. Třípatrový palác stál na rohovém pozemku. 
Palác byl vybudován pro potřeby různých německých kulturních institucí. Nejprve byla v roce 1929 pod vedením Josifa Menrata založena stavebně-akciová společnost a později vybudován samotný palác. Ten vznikl podle návrhů architekta Oskara Pakwora; realizoval jej stavitel Philipp Schmidt. Po dokončení palác sloužil po celých 13 let až do konce druhé světové války Němcům; konala se zde řada společenských i kulturních akcí. Během obsazení města se zde Němci shromažďovali v obavě z odvety ustupující Jugoslávské armády. 
V roce 1944 byl palác během bombardování těžce poškozen a později byl stržen. Dnes se na jeho místě nachází úřední budova Srbských železnic.